# SN 1968A
SN 1968A – supernowa typu I odkryta 5 lutego 1968 roku w galaktyce NGC 1275. W momencie odkrycia miała maksymalną jasność 14,50m.